# Масарікос
Масарікос (гал. Mazaricos, ісп. Mazaricos) — муніципалітет в Іспанії, у складі автономної спільноти Галісія, у провінції Ла-Корунья. Населення — 4939 осіб (2009).
Муніципалітет розташований на відстані близько 518 км на північний захід від Мадрида, 66 км на південний захід від Ла-Коруньї.
Муніципалітет складається з таких паррокій: Альборес, Антес, Аркос, Беба, Часін, Койро, Колунс, Корсон, Ас-Мароньяс, Масарікос, Сан-Фінс-де-Ейрон, Ос-Ваос.

## Географія
Через муніципалітет протікає річка Тамбре.
Масарікос межує з муніципалітетами Санта-Комба, Мурос, Карнота, Оутес, Негрейра, Вім'янсо, Сас і Думбрія.

## Демографія
Динаміка населення (INE ):

## Галерея зображень

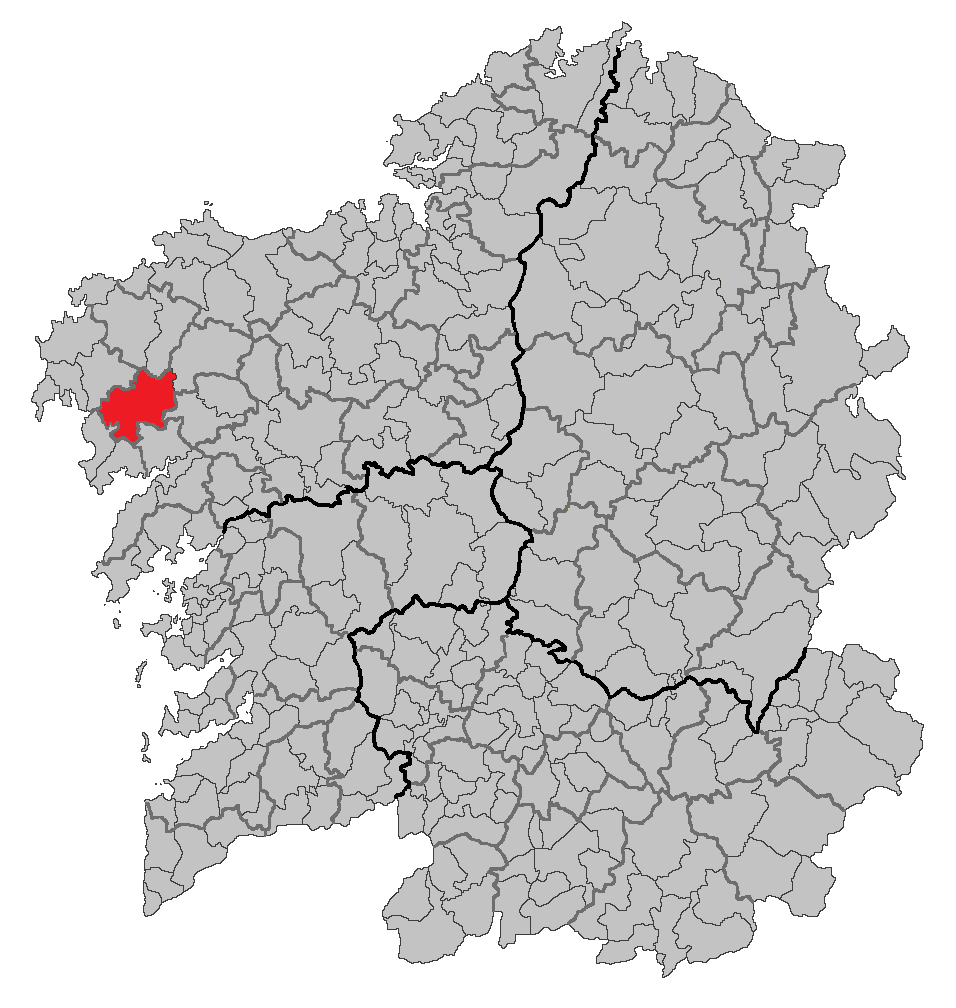
Розташування муніципалітету
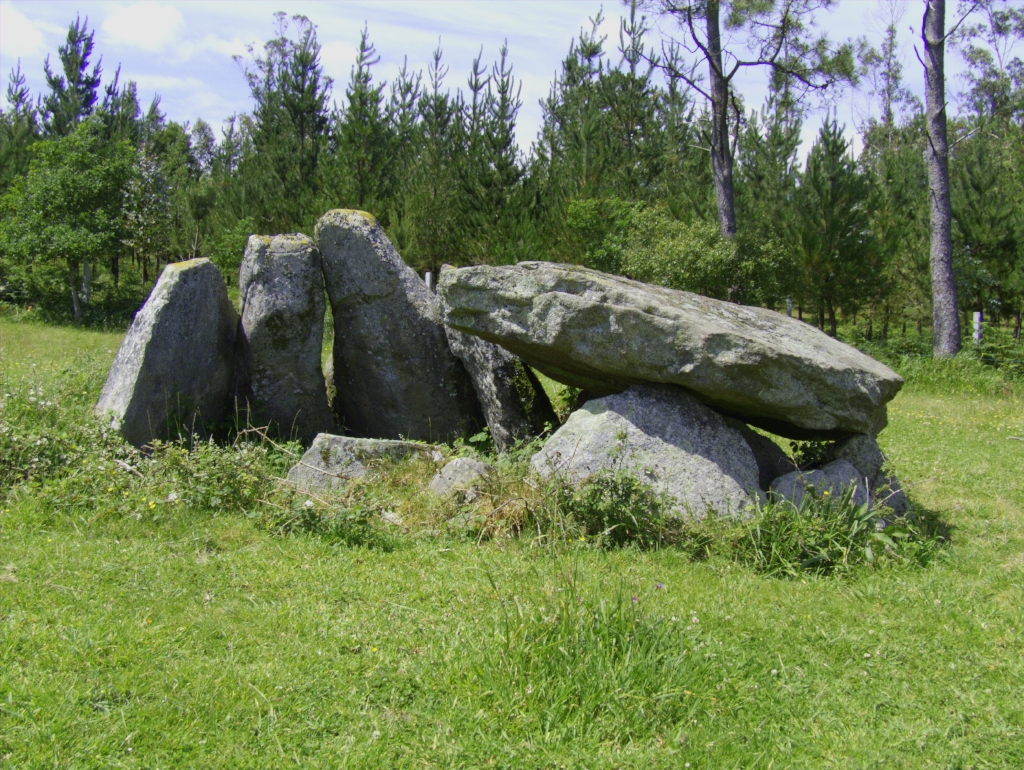
Дольмен у Паршубейрі